# Scelotes inornatus
Scelotes inornatus là một loài thằn lằn trong họ Scincidae. Loài này được Smith mô tả khoa học đầu tiên năm 1849.